# Ubon Ratchathani
Pour les articles homonymes, voir Ubon.
Ubon Ratchathani (thaï : อุบลราชธานี ; API : [ʔubon râːt.tɕʰa.tʰaːniː]) est le chef-lieu de la province d'Ubon Ratchathani dans le sud de la région d'Isan, dans le nord-est de la Thaïlande. Elle est souvent appelée simplement Ubon (อุบล ฯ).
Elle est située sur la rive nord de la Mun, un affluent du Mékong.

## Géographie
Altitude: 125m ;
Latitude 15.2384 ;
Longitude 104.8487 ;
situé à 606km de Bangkok.

## Histoire
La ville a été fondée à la fin du XVIIIe siècle, sous le règne de Taksin le Grand (1768-1782).

## Transport
La ville possède :
- un aéroport (UBP);

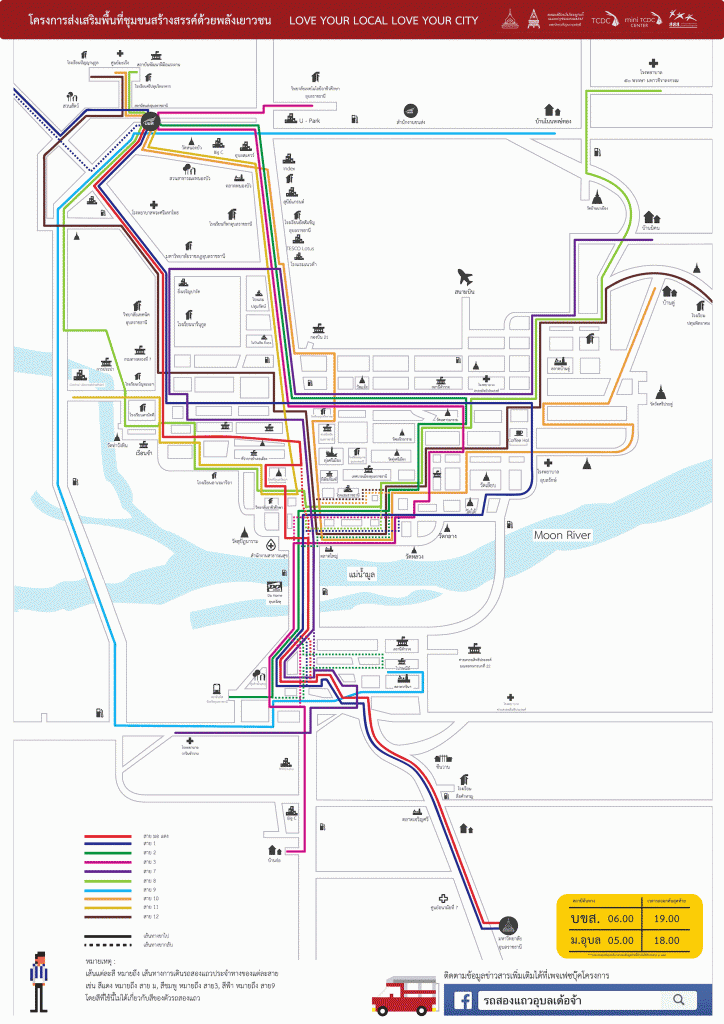
Circuit de songthaew

- une gare ferroviaire en provenance de Bangkok.;
- des taxis;
- des tuk-tuks;
- des sam lors;
- un circuit de songthaews;
- des taxi-motos.

Moyens de transport
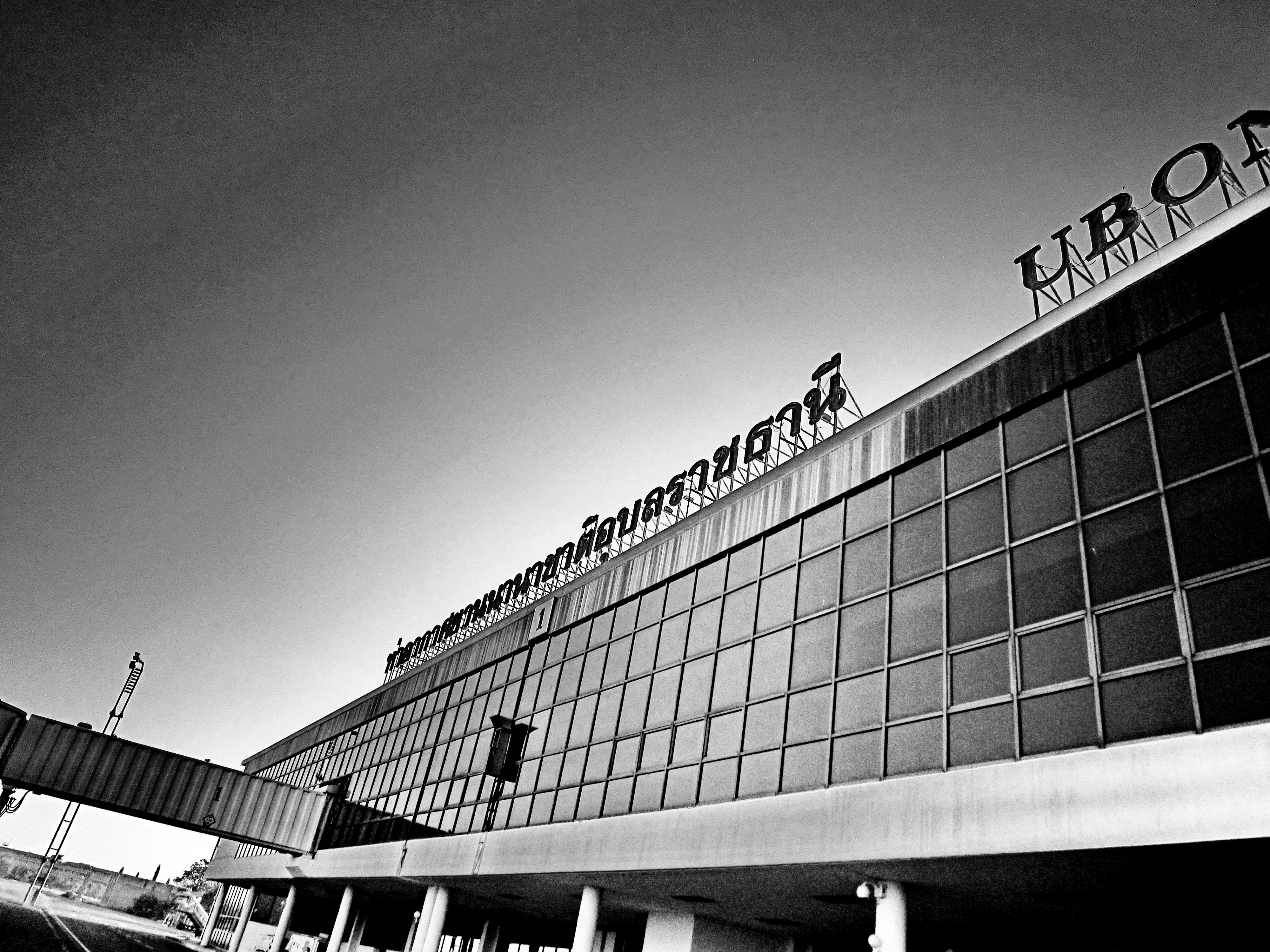
Aéroport (UBP)
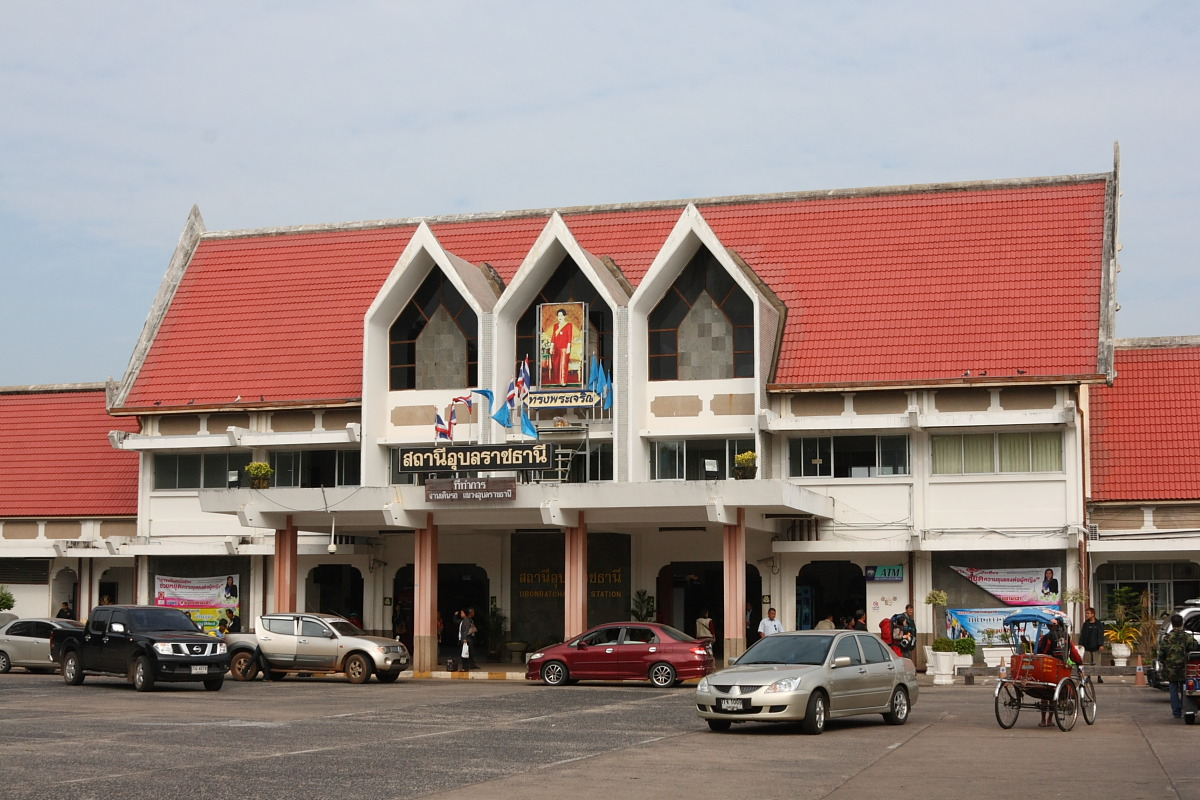
Gare ferroviaire
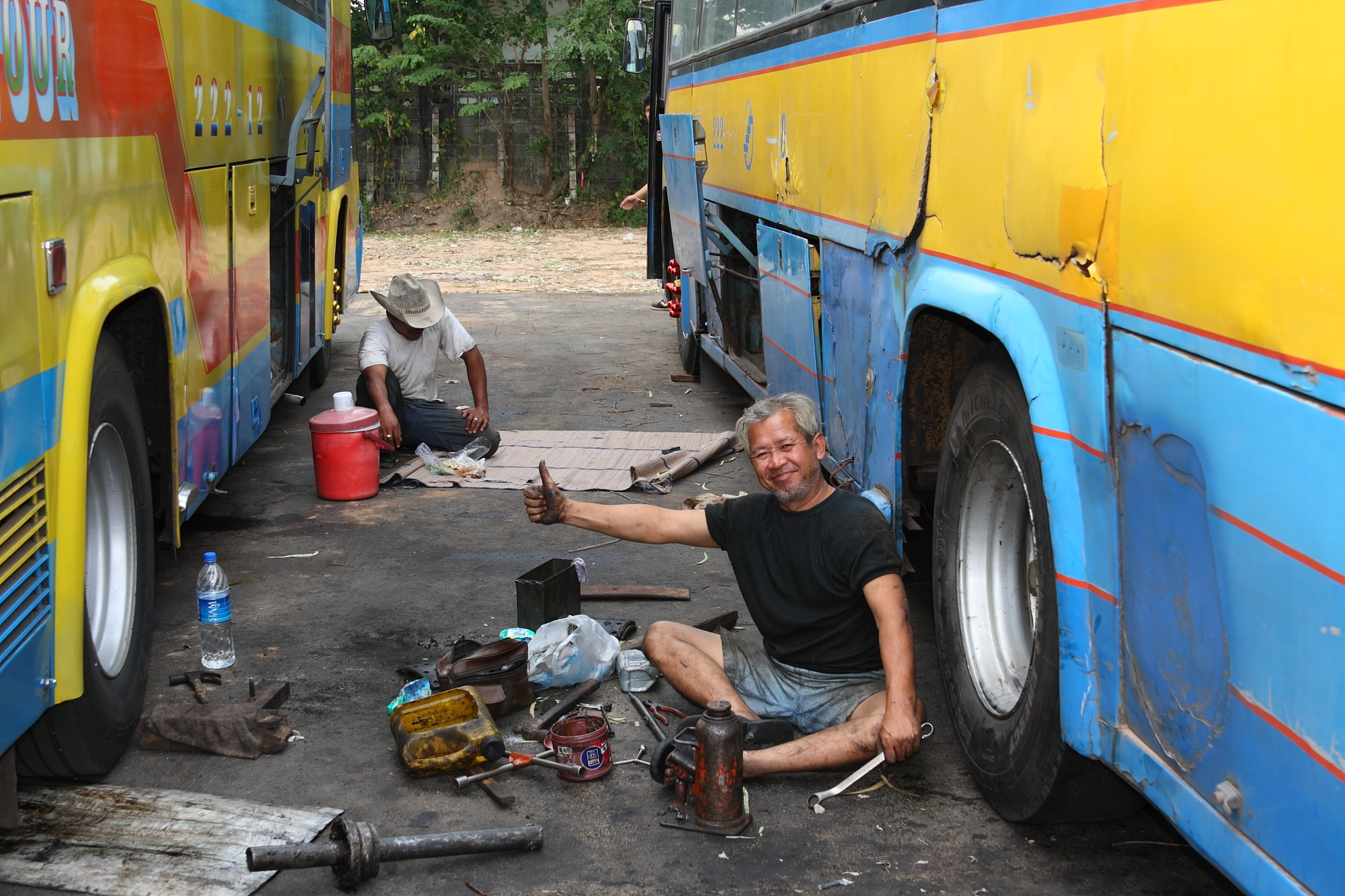
Employé réparant un bus
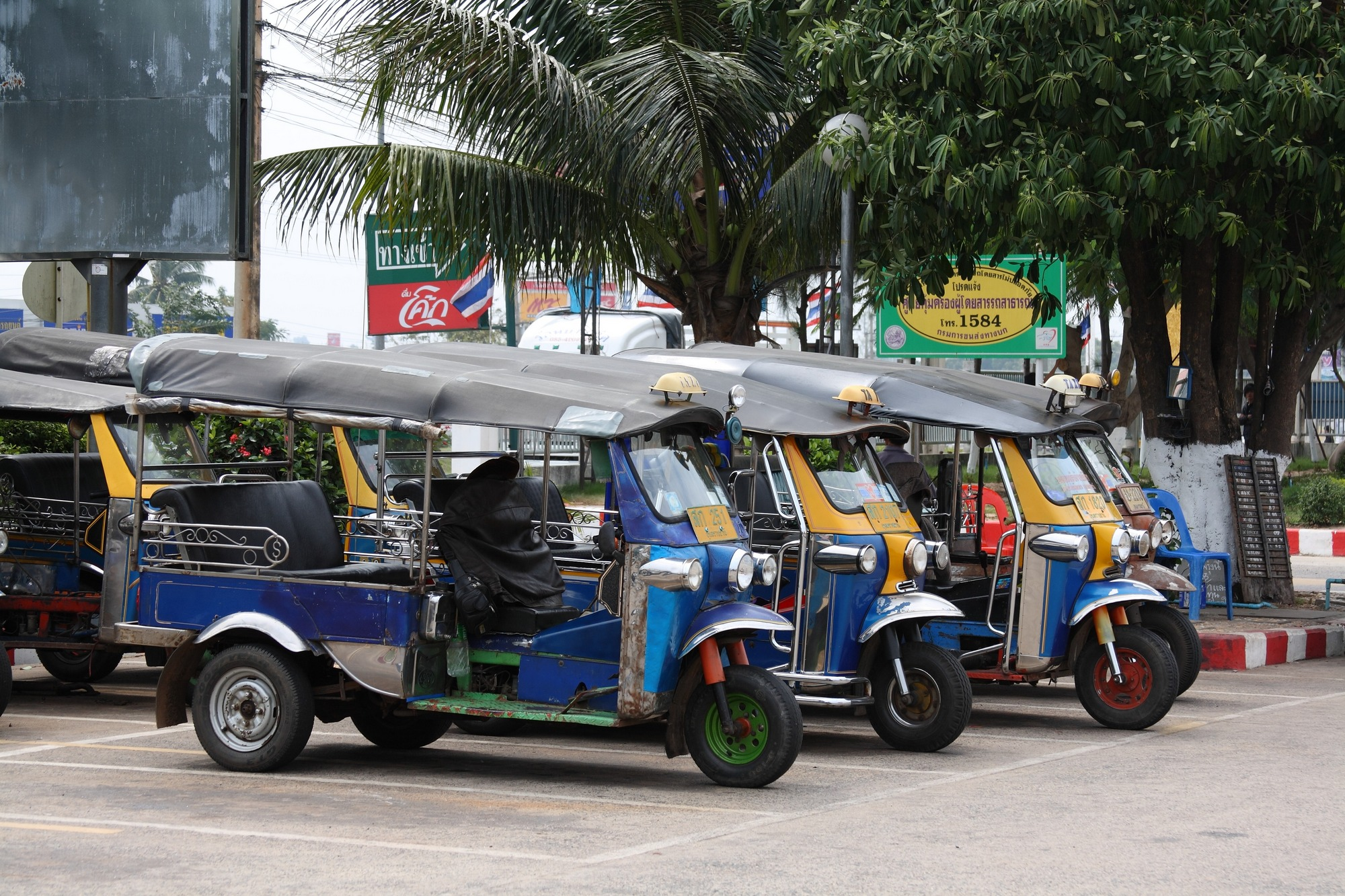
Tuk-tuks
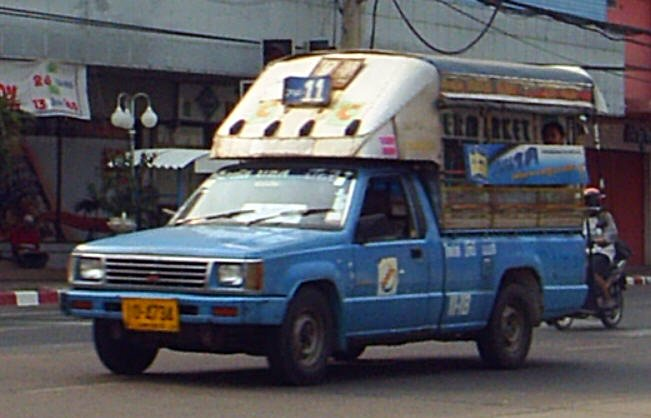
Songthaew

## Galeries

Festival des bougies
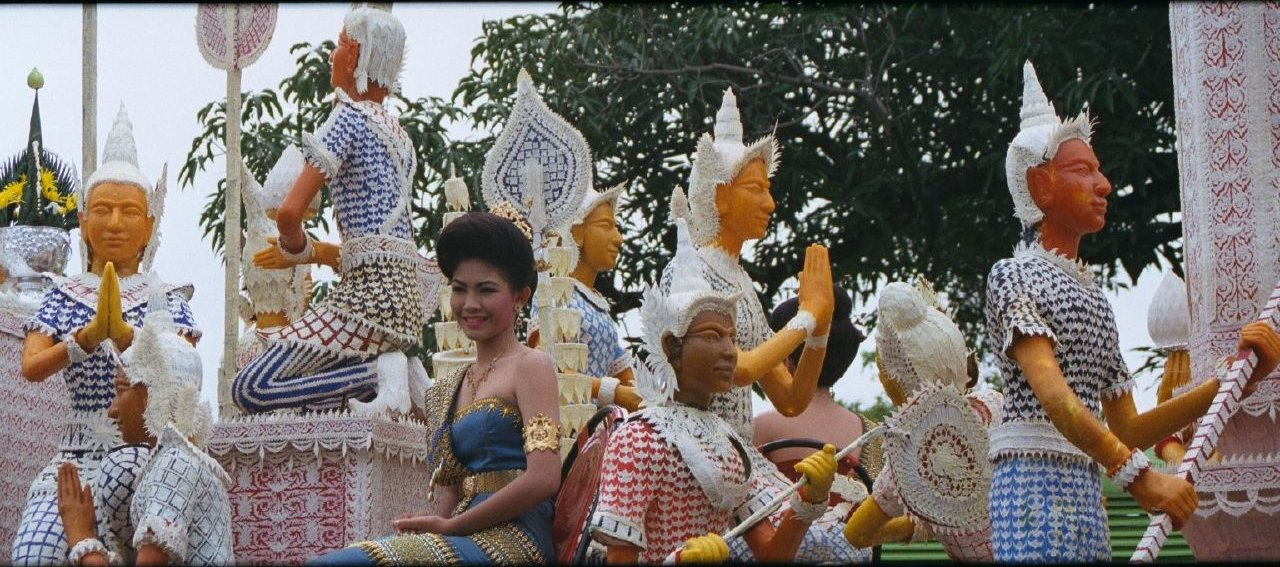
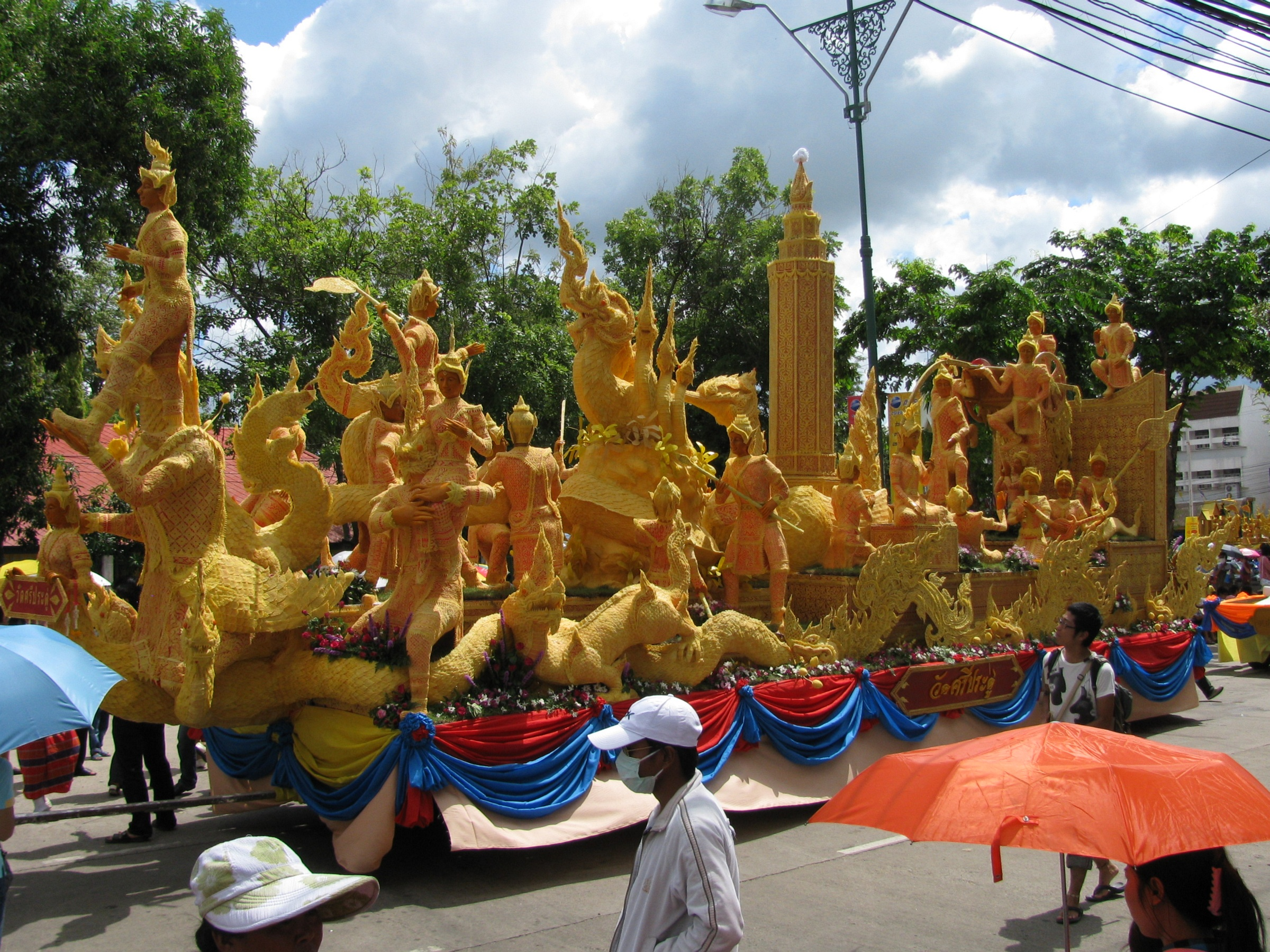
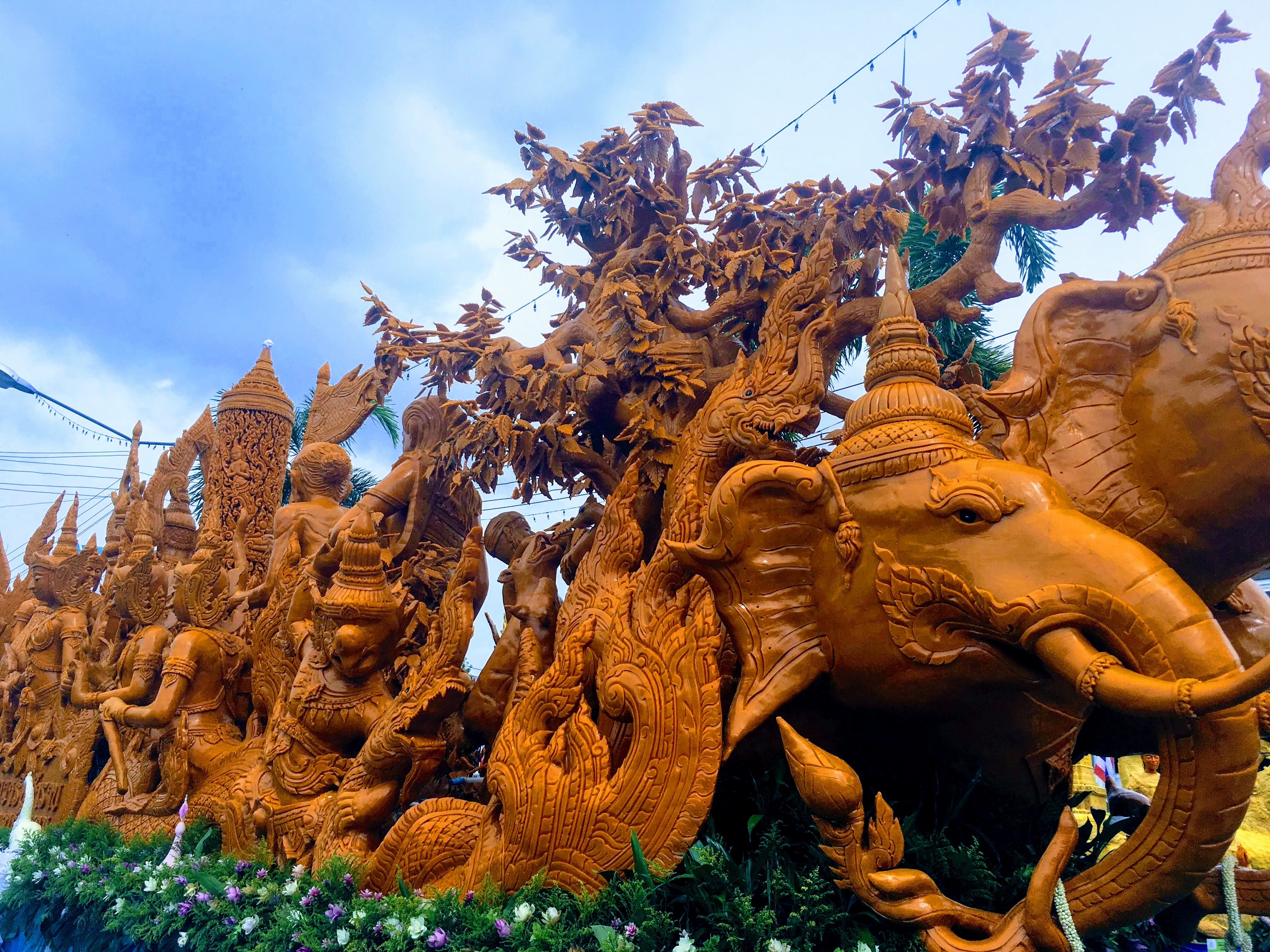
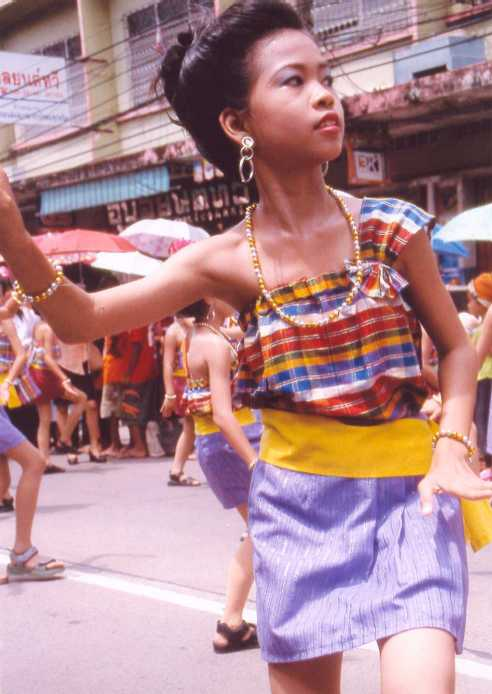

Temples
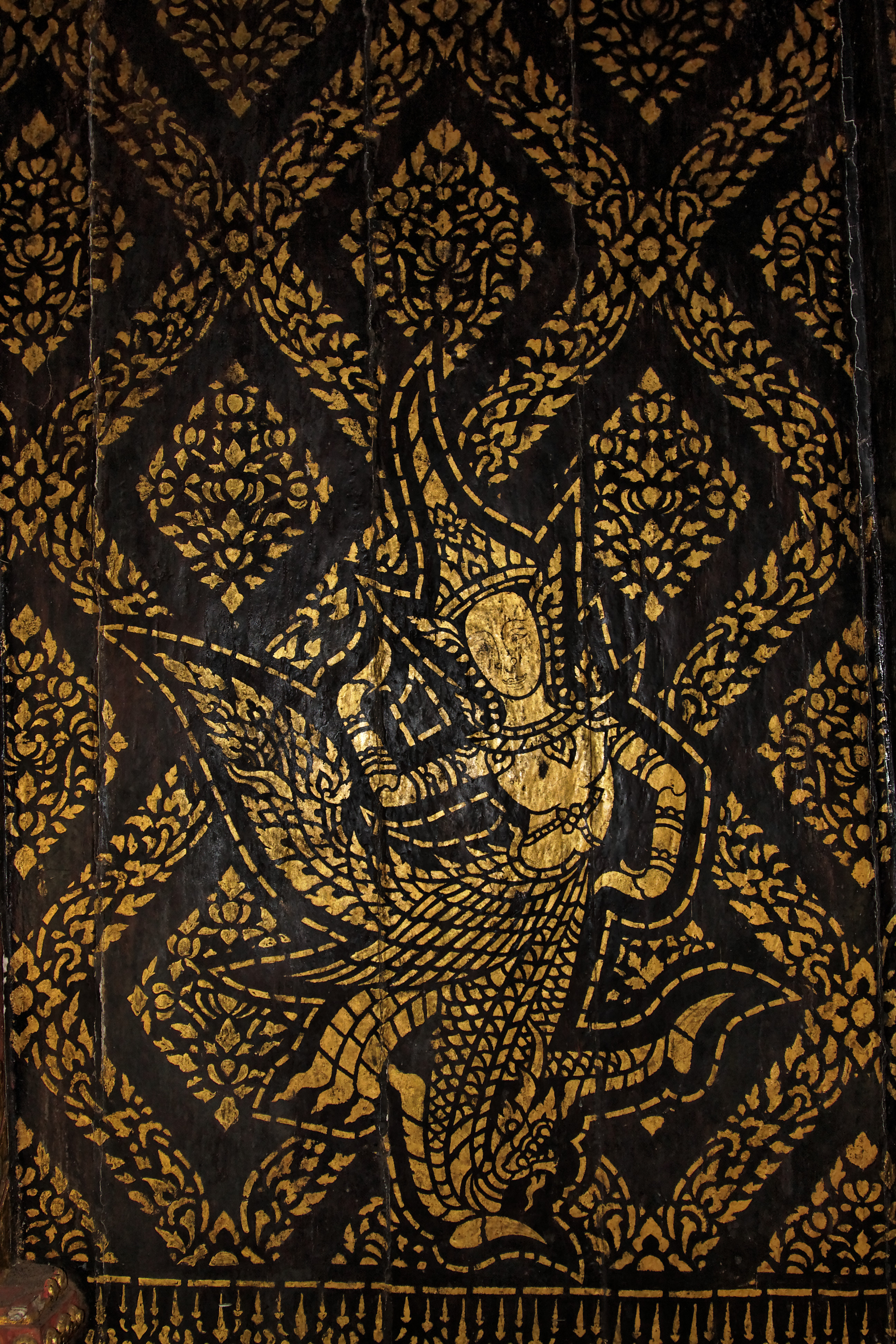
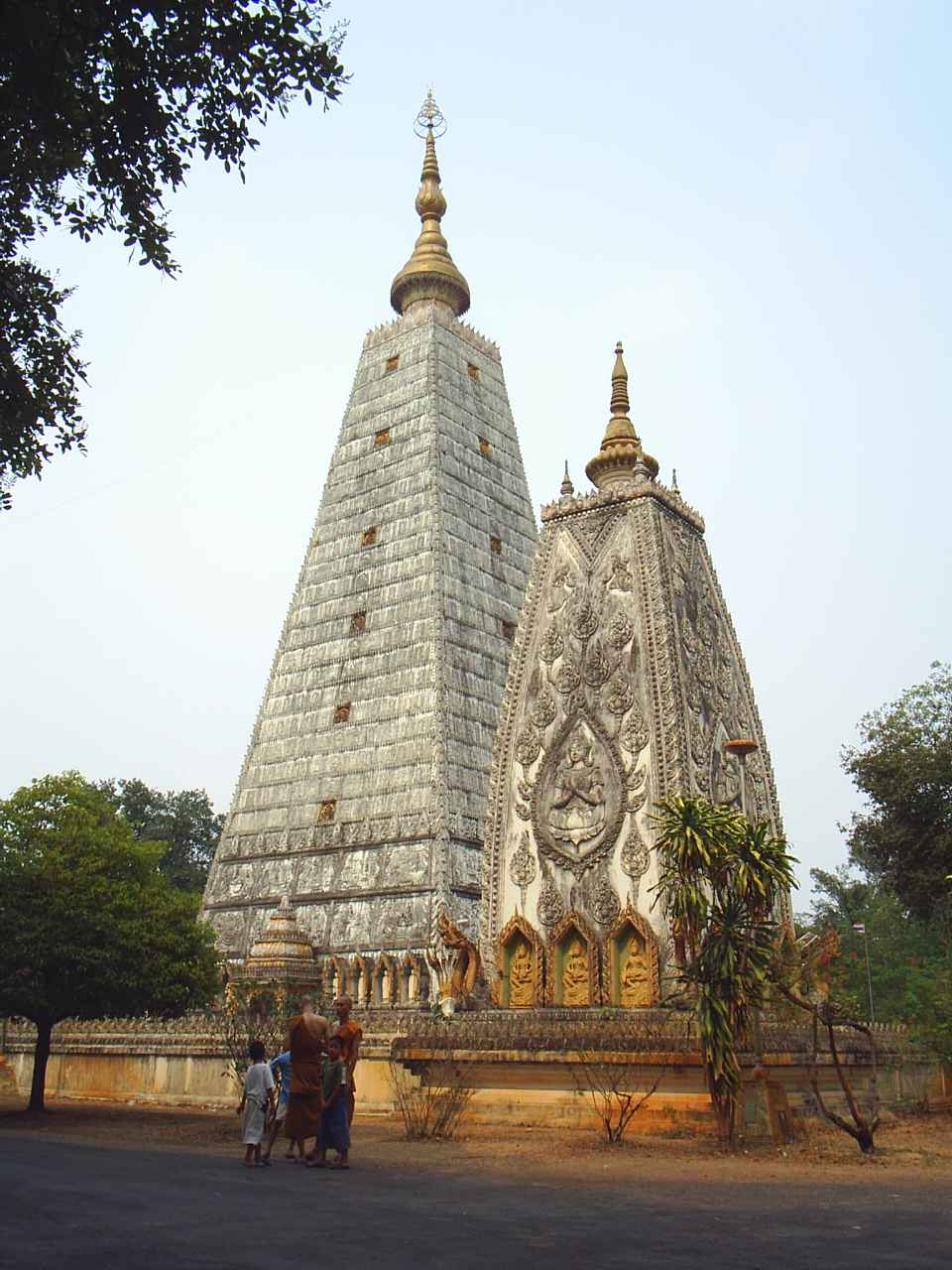
Wat Phra That Nong Bua
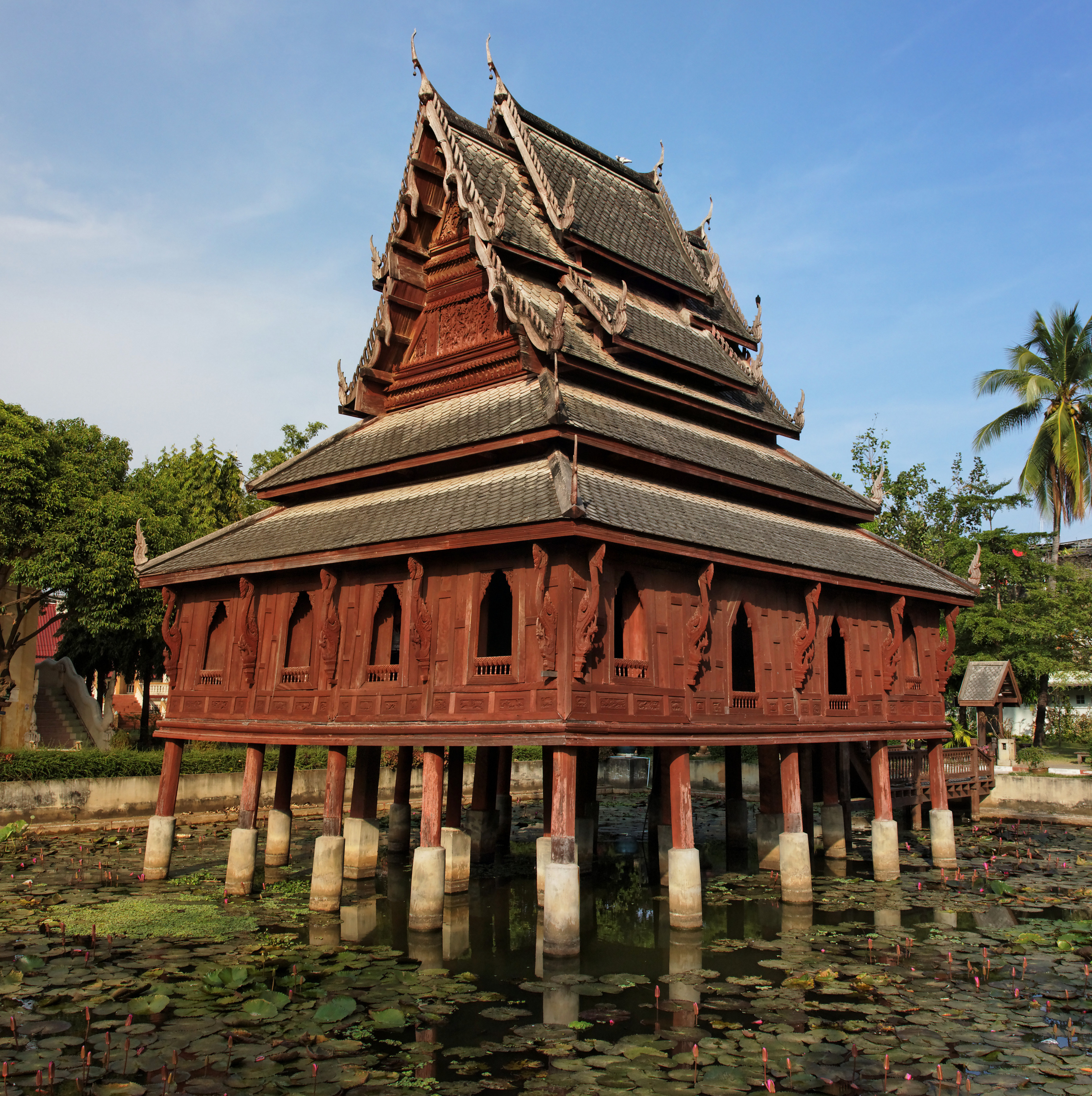
Wat Thung Si Muang
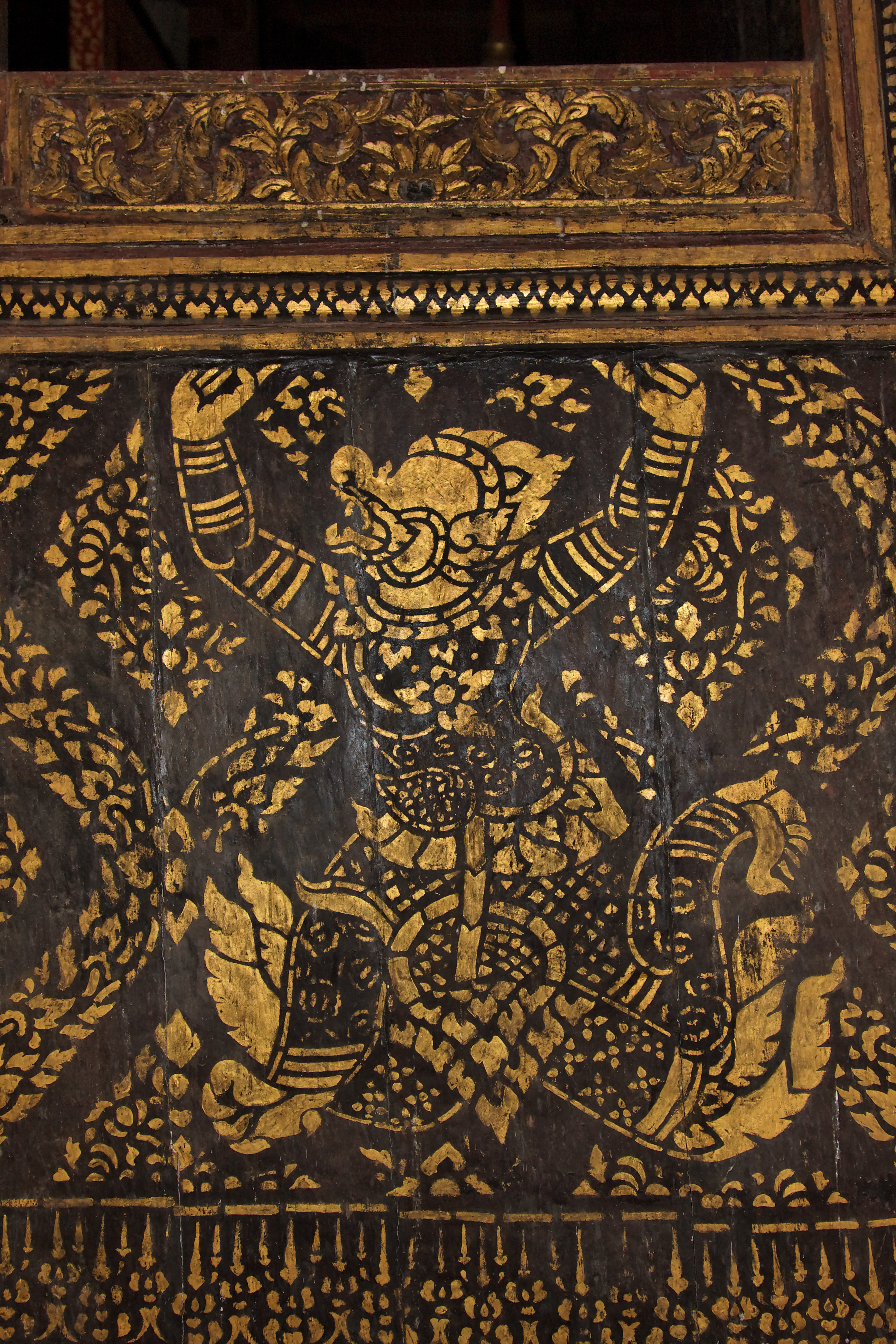

## Personnalités liées à la ville
- Jacques Vergès, un avocat français, et son jumeau Paul Vergès, un homme politique français de la Réunion, sont nés à Ubon en 1925. Jacques Vergès ne serait en fait pas né à Ubon Ratchathani mais au Laos en 1924. Son père, qui à l'époque était encore marié avec sa première femme, aurait voulu cacher la naissance adultérine en créant un faux état civil à son fils (sa position de consul lui facilitant la tâche). Seul Paul Vergès serait effectivement né à Ubon alors que nous ne connaissons pas le lieu de naissance de Jacques.